# 莓廣肩金花蟲
莓廣肩金花蟲（学名：Colobaspis rubi）为金花蟲科端刺廣肩金花蟲屬下的一个种。